# شهرستان کاستیلو
شهرستان کاستیلو (به لاتین: Castillo) یک منطقهٔ مسکونی در جمهوری دومینیکن است که در استان دوارته واقع شده‌است. شهرستان کاستیلو ۱۳۳٫۶۸ کیلومتر مربع مساحت و ۲۰٬۲۵۸ نفر جمعیت دارد.